# Морфемний розбір
Морфемний розбір — визначення первісного значення слова і його структури використовують етимологічний розбір на основі етимологічного словника.

## Морфемний аналіз слова
Використання морфемного аналізу допомагає розкрити внутрішню будову слова, виявити організацію значущих частин у ньому, з'ясувати значення кожної морфеми. Морфемний аналіз проводиться на основі зіставлення споріднених (однокореневих) слів. Це зіставлення допоможе знайти корінь слова як спільну частину споріднених слів.  

## Порядок морфемного аналізу
- З'ясувати, до якої частини мови належить аналізоване  слово та змінюване воно чи незмінюване.
- У змінюваному слові визначити закінчення (або закінчення i суфікс, яким утворено форму слова, що аналізується).
- Указати, яке закінчення — фонетично виражене чи нульове — i які значення воно виражає.
- Охарактеризувати основу за ïï подільністю: дорівнює кореню  чи  до  ïï  складу входить один або більше словотворчих суфіксів чи префіксів.
- Виділити умовними позначками кожну морфему (основу, корінь, суфікс, префікс та закінчення).
- Пояснити фонетичні зміни на стику морфем i в будові слова (якщо вони є).